# Керегуты
Керегуты, кергуты (монг. хэргүүд, хэрэгүүд) — один из старинных монгольских родов. Керегуты входили в состав семи северных отоков Халхи, составивших первоначальное ядро современных халха-монголов. Кроме этого керегуты упоминаются в составе ранних ойратских объединений, а также в числе монгольских родов, переселившихся на территорию Бурятии.

## Этноним
В литературе встречаются разные написания имени рода: керегут, кирагут, кергут, кэргут, кэригут, кэргуд, кэрнугуд, кeрeдгуд, кюрюнугуд. В монголоязычной литературе этноним известен в формах хэргүүд, хэргүд, хэрэгүүд, хэрэгүд, хирэгүд.
Широко распространено мнение, согласно которому керегуты происходят от кереитов. Этноним керегут, согласно мнению ряда авторов, является одной из форм этнонима кереит.
По мнению ученых, предки кереитов поклонялись птице хэрээ (ворону), и со временем название тотема превратилось в этническое название.

## История

### Происхождение
В летописи ордосского князя Саган Сэцэна «Эрденин Тобчи» кратко изложено происхождение древних ойратов от 4-х сыновей Дува-Сохора — Доноя, Докшина, Эмнека и Эркэга, ставших родоначальниками 4-х родов древних ойратов — олётов, батутов, хойтов и кэргудов. Согласно «Сокровенному сказанию монголов», сыновья Дува-Сохора основали племя дурбэн. Теория родства дурбэнов и ойратов освящена в трудах Д. В. Цыбикдоржиева. При этом ряд авторов не поддерживает идею происхождения древних ойратов от Дува-Сохора.
Г. Ховорс, Г. Е. Грумм-Гржимайло и Д. Г. Кукеев под керегутами понимали кереитов. Некоторые авторы поддерживали мнение, что керегуты — потомки древних кыргызов.

### Оруг Тэмур-хан
В начале XV в. Великим ханом Монгольской империи (1402—1408) становится Оруг Тэмур-хан (Угэчи Хашигу, Гуйличи). Оруг Тэмур-хан был одним из лидеров ойратского союза и стоял во главе рода керегут. Согласно среднеазиатским источникам тимуридского времени, генеалогия Оруг Тэмур-хана (Гуйличи) выводится от Угэдэя. Данную версию поддержали японский исследователь Минобу Хонда и монгольский историк Ш. Бира.
Угэчи Хашигу исследователи отождествляют с Гуйличи в китайских источниках, ойратским Менкэ-Тимуром и торгутским Махачи-Менкэ. Согласно Д. Г. Кукееву, Гуйличи, Менкэ-Тимур и Угэчи-хашига — одно лицо, стоявшее во главе одной из субэтнических групп, входившей в состав ойратов и именуемой монгольскими летописцами кергутами, дореволюционными востоковедами кереитами, в которых современные калмыковеды видят предков торгутов.

### Керегуты в составе халха-монголов
В середине XVI в. 12 отоков халхаского тумена разделились на пять южных и семь северных. Северные отоки были во владении сына Даян-хана Гэрэсэндзэ. Пять южных отоков составляли жарууд, баарин, хонхирад, баяд и ужээд.
Семь северных отоков состояли из следующих родов: 1) джалаиры, олхонуты (унэгэд); 2) бэсуты, элжигины; 3) горлосы, керегут (хэрэгуд); 4) хурээ, хороо, цоохор; 5) хухуйд, хатагины; 6) тангуты, сартаулы; 7) урянхан. Этими семью отоками правили соответственно семь сыновей Гэрэсэндзэ: Ашихай, Нойантай, Нухунуху, Амин, Дарай, Далдан и Саму. Во владении Ашихая наряду с уделом Джалаир упоминается удел Ушин.
Джалаиры, представлявшие уделы Ашихая, во второй половине XVI в. населяли Хангайские горы, откуда перекочевали к Алтайским горам в начале XVII в. В настоящее время значительная часть джалаиров проживает на территории аймака Говь-Алтай. Олхонуты расселились в Дзасагтухановском аймаке и образовали три хошуна. В составе того же аймака бэсуты образовали пять хошунов; элжигины — два хошуна; сартаулы — один хошун и урянханы — два хошуна. В состав Дзасагтухановского аймака также входили тангуты.
Горлосы составили в основном хошуны халхаского Тушээтухановского аймака; хэрэгуд — хошуны Сайнноенхановского аймака. Роды хурээ, хороо, цоохор образовали 20 хошунов Сэцэнхановского аймака; население же трех восточных хошунов составили хатагины и хухуйды.
С 1620 года по 1720 год часть монгольских племён переселилась на территорию Бурятии и вошла в состав селенгинских бурят. В числе переселившихся родов и племён упоминаются кирийт-кэригут (хирид-хэрэгүд).

## Расселение
Ранее керегуты проживали на территории Сайнноенхановского аймака. Часть халха-монгольских керегутов вошла в состав селенгинских бурят (кирийт-кэригут).
В настоящее время в Монголии проживают носители следующих родовых фамилий:
- Хэргүүд — в Улан-Баторе и аймаках Умнеговь, Дорноговь и др.[10];
- Хэргүд — в Улан-Баторе и аймаке Умнеговь[11];
- Хэрэгүүд — в Улан-Баторе и аймаке Дорноговь[12].